# Knots

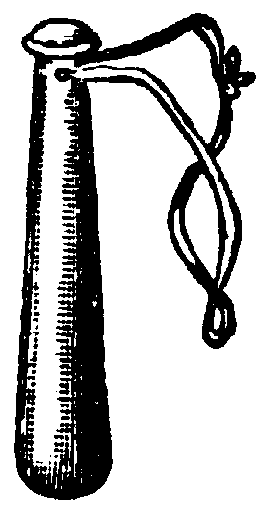
Een oude politieknuppel

Een knuppel of knots is een stok die speciaal is vervaardigd om zware slagen mee toe te brengen aan een tegenstander. Een knots is in principe grover uitgevoerd dan een knuppel.
De knots vindt zijn beginselen in de prehistorie en was het tweede wapen ooit uitgevonden door de mens. Het eerste wapen was een soort primitieve speer met een punt van gehard hout. Een goedendag kan ook als knots worden gebruikt, maar is eigenlijk een steekwapen.